# Rolvsøy Station
Rolvsøy Station (Rolvsøy stasjon) er en jernbanestation, der ligger i byområdet Rolvsøy i Fredrikstad kommune på Østfoldbanens vestre linje i Norge. Stationen åbnede 8. januar 1990 men benyttes ikke til persontransport. I stedet benyttes den til godstrafik (Østfold Godssenter), idet den dog ikke har regelmæssig betjening. Stationen ligger 101,5 km fra Oslo S.